# Papillon fantastique
Papillon fantastique er en fransk stumfilm fra 1909 af Georges Méliès.